# أندي رايس
أندي رايس (بالإنجليزية: Andy Rice)‏ هو لاعب كرة قدم أمريكية أمريكي، ولد في 6 سبتمبر 1940 في هاليتسفيل في الولايات المتحدة، وتوفي في 11 فبراير 2018.

## وصلات خارجية
- أندي رايس على موقع مرجع كرة القدم المحترفة.كوم (الإنجليزية)